# Cazenus accuratus
Cazenus accuratus är en insektsart som beskrevs av Beamer 1938. Cazenus accuratus ingår i släktet Cazenus och familjen dvärgstritar. Inga underarter finns listade i Catalogue of Life.